# Antoine Farnèse
Antoine Farnèse, né à Parme le 29 mai 1679 et mort le 20 janvier 1731 dans la même ville, fut le huitième duc de Parme et Plaisance du 27 février 1727 à sa mort.
Troisième fils du duc Ranuce II Farnèse et de Maria d'Este, Antoine n'était pas destiné à porter la couronne, mais ses frères Édouard et François étant décédés sans descendance mâle, il devient le dernier espoir de sa famille. Après sa mort sans héritier, les terres et les biens de la maison Farnèse passeront aux princes de la maison de Bourbon-Siciles, nés de sa nièce la reine d'Espagne, Élisabeth Farnèse.

## La période oisive
Sa vie publique débute à dix-huit ans avec un voyage dans les principales villes européennes. Plus qu'une formation, ce « Grand Tour » a pour but de créer des rapports entre les Farnèse et les souverains européens. Le voyage débute le 14 décembre 1697. Pour l'occasion, Antoine use du titre de marquis de Sala Baganza. Son accompagnateur est le comte Alessandro Roncovieri. La première étape du voyage est Milan, où ils visitent la bibliothèque Ambrosiana et sont reçus par Carlo Borromeo ; ils poursuivent par Turin et par la France où Antoine s'arrête assez longtemps. L'étape suivante est Londres où il rend hommage au roi Guillaume III, puis les Pays-Bas espagnols, la Hollande et l'Allemagne. En novembre 1699, ils sont reçus à Vienne par l'empereur Leopold Ier en personne. De retour d'Autriche, ils s'arrêtent à Venise lors du carnaval de l'année 1700, puis ils poursuivent par Rome et par Naples. Finalement, le 24 juillet 1700, ils rentrent à Parme, après avoir dépensé 1 584 000 lires de Parme.
Certains documents rapportent que, par ses voyages, le duc François, son frère, chercha à retarder son mariage et à le tenir éloigné des affaires de l'État, favorisant son penchant pour la vie mondaine et oisive. Ce fut certainement une période insouciante au cours de laquelle il put se consacrer à ses occupations préférées : le théâtre, le jeu de cartes et la chasse pour laquelle il embellit la réserve de Sala Baganza d'un riche pavillon. Le retard avec lequel il se maria contribua à l'extinction de la branche masculine de la famille.

## Duc de Parme et Plaisance
Quand François meurt le 26 février 1727, Antoine se trouve placé à l'âge de 48 ans au centre de la scène politique. Au moment de la mort de son frère, il est à Reggio d'Émilie où se déroule le carnaval, certainement plus festif que celui de Parme, car François pratiquait une politique d'austérité.
Antoine se précipite à Plaisance pour recevoir l'allégeance de ses sujets, mais afin de ne pas créer d'incidents diplomatiques, il ne présente la sienne ni au pape, ni à l'empereur.
Désormais duc souverain, le mariage devient une nécessité pressante : Antoine décide d'épouser une représentante de la maison d'Este, Henriette d'Este, fille du duc Renaud III de Modène. En raison des liens familiaux qui existent entre les deux familles, une dispense papale est nécessaire et accordée. Le mariage est célébré de manière fastueuse le 5 février 1728. La nouvelle duchesse fait son entrée dans Parme le 6 juillet.
Les actions que le duc a le temps de mettre en place sont l'augmentation des plantations de mûriers afin de favoriser l'industrie de la soie, l'apiculture, ainsi que le renouveau de la foire de Plaisance. En 1729, après 40 ans, il rétablit l'usage du masque au carnaval.

## L'héritage Farnèse
Le 20 janvier 1731, au terme de trois jours de souffrances, le duc meurt, à 51 ans. Les personnes présentes suspectent qu'il a utilisé un « remède chimique » et le doute d'un empoisonnement commandité par l'empereur naît. Rapidement, le comte Carlo Francesco Stampa, lieutenant impérial, maréchal de camp et délégué du comte Carlo Borromeo, s'approche du duché pour l'occuper au nom de l'empereur.
En l'absence d'héritier mâle, c'est la descendance de sa nièce Élisabeth, fille d'Édouard et de Dorothée-Sophie de Neubourg, et épouse de Philippe V d'Espagne, qui doit en effet lui succéder. La duchesse Dorothée-Sophie, jalouse gardienne du pouvoir de son petit-fils Charles, cherche à s'opposer à l'entrée des troupes autrichiennes, mais le 25 janvier, 3 000 fantassins et 500 cavaliers arrivent sous les ordres du prince de Wurtemberg. Dorothée-Sophie en réfère au pape Clément XII pour qu'il persuade l'empereur de retirer les troupes et elle n'hésite pas à s'adresser directement à Charles VI, lequel répond qu'il veut appliquer les pactes de la Quadruple-Alliance. C'est seulement le 17 février 1731 que Dorothée-Sophie reçoit en audience le comte Stampa. Les troupes devraient partir seulement après la naissance du fils posthume du duc.
En effet, dans son testament, rédigé un jour avant de mourir, Antoine a nommé héritier universel le « ventre enceint » de son épouse et nomme un conseil de régence formé de sa veuve, de l'évêque Camillo Marazzani, du comte Odoardo Anviti, premier secrétaire d'État, du comte Federico dal Verme, majordome du palais, et de deux gentilshommes de la cour, le comte Jacopo Antonio Sanvitale et le comte Artaserse Baiardi. Dans les faits, Dorothée-Sophie assume la régence et, suspectant l'inexistence de la grossesse d'Henriette, s'impatiente de voir son petit-fils Charles devenir duc. Le 19 mai 1731, accompagnée du plénipotentiaire du roi d'Espagne, de l'ambassadeur d'Espagne à Gênes et du comte Neri Capi, elle vient à Parme pour soumettre en sa présence Henriette à l'examen de cinq sages-femmes qui la déclarent grosse après un examen attentif. Les cours de toute l'Europe sont vigilantes mais le 13 septembre, on annonce finalement que le « ventre enceint ne donnerait pas de fruit ». Cela met fin au règne des Farnèse.

## L'après Farnèse
Le comte Stampa émet un édit qui appelle les sujets à jurer fidélité à l'infant Charles. Le 30 décembre, les troupes autrichiennes quittent Parme et le 9 octobre 1732, Charles de Bourbon entre triomphalement dans Parme.
La duchesse douairière, Henriette, se retire à Colorno où elle épouse Léopold de Hesse-Darmstadt. Elle décèdera le 30 janvier 1777.

## Sources
- (it) Cet article est partiellement ou en totalité issu de l’article de Wikipédia en italien intitulé « Antonio Farnese » (voir la liste des auteurs).